# Mongolia en los Juegos Olímpicos de Lillehammer 1994
Mongolia estuvo representada en los Juegos Olímpicos de Lillehammer 1994 por un deportista masculino que compitió en patinaje de velocidad sobre pista corta.
El portador de la bandera en la ceremonia de apertura fue el patinador de velocidad en pista corta Batchuluuny Bat–Orgil. El equipo olímpico mongol no obtuvo ninguna medalla en estos Juegos.